# Mnemosyne lamabokensis
Mnemosyne lamabokensis är en insektsart som beskrevs av Synave 1979. Mnemosyne lamabokensis ingår i släktet Mnemosyne och familjen kilstritar. Inga underarter finns listade i Catalogue of Life.